# Quyền LGBT ở Argentina
Quyền đồng tính nữ, đồng tính nam, song tính và chuyển giới (LGBT) ở Argentina là một trong những tiên tiến nhất trên thế giới.  Sau khi hợp pháp hóa hôn nhân đồng giới vào ngày 15 tháng 7 năm 2010, Argentina đã trở thành quốc gia đầu tiên ở Mỹ Latinh, thứ hai trong Châu Mỹ và thứ mười trên thế giới làm  vì thế. Sau khi Argentina chuyển sang chế độ dân chủ năm 1983, luật pháp của nước này đã trở nên bao quát hơn và chấp nhận người LGBT, cũng như dư luận.
Argentina cũng "có một trong những luật quyền chuyển giới toàn diện nhất thế giới": Luật nhận dạng giới tính, được thông qua vào năm 2012, cho phép mọi người thay đổi giới tính hợp pháp mà không gặp phải rào cản như liệu pháp hormone, phẫu thuật hoặc tâm thần  chẩn đoán cho rằng họ có một bất thường. Vì luật pháp, cũng như việc tạo ra trường thay thế và người chuyển giới đầu tiên trung tâm cộng đồng ở Mỹ Latinh, BBC Mundo đã báo cáo vào năm 2014 rằng "Argentina dẫn đầu cuộc cách mạng chuyển đổi  thế giới." Vào năm 2015, Tổ chức Y tế Thế giới đã trích dẫn Argentina là một quốc gia mẫu mực để cung cấp quyền của người chuyển giới.
Sự chấp nhận của xã hội cũng rất cao. Trong một cuộc thăm dò năm 2013 Pew Research Center, Argentina đã được xếp hạng quốc gia Mỹ Latinh có tích cực nhất về thái độ đồng tính luyến ái, với khoảng 3/4 (74%) những người được khảo sát nói rằng nên chấp nhận. Thủ đô và thành phố lớn nhất của đất nước, Buenos Aires, đã trở thành một người nhận quan trọng của LGBT du lịch và được mô tả là "thủ đô đồng tính của Mỹ Latinh". Tuy nhiên, các báo cáo về bắt nạt chống lại người LGBT, đặc biệt là giới trẻ, vẫn còn phổ biến.

## Bảng tóm tắt
| Quyền                                                                               | Tình trạng pháp lý |
| ----------------------------------------------------------------------------------- | --- |
| Hoạt động tình dục đồng giới hợp pháp                                               | (Từ năm 1853) |
| Độ tuổi đồng ý (15)                                                                 | |
| Luật chống phân biệt đối xử                                                         | / (Chỉ ở Rosario, và Buenos Aires; pending nationwide)                                                                       |
| Luật tội ác căm thù bao gồm xu hướng tính dục và bản dạng giới                      | (Từ năm 2012, thông qua một tình tiết tăng nặng)                                                                             |
| Hôn nhân đồng giới                                                                  | (Từ năm 2010) |
| Công nhận các cặp đồng giới (ví dụ. sống thử không đăng ký, hợp tác cuộc sống)      | (Bắt đầu từ Buenos Aires năm 2002)                                                                                           |
| Nuôi con nuôi bởi các cặp đồng giới                                                 | (Từ năm 2010) |
| Con nuôi chung của các cặp đồng giới                                                | (Từ năm 2010) |
| Công nhận nhận con nuôi cho người độc thân bất kể xu hướng tình dục                 | (Từ năm 1871) |
| Đồng tính nữ, đồng tính nam và song tính được phép phục vụ công khai trong quân đội | (Từ năm 2009) |
| Người chuyển giới được phép phục vụ công khai trong quân đội                        | |
| Quyền thay đổi giới tính hợp pháp                                                   | (Từ năm 2012) |
| Giới tính thứ ba tùy chọn                                                           | |
| Nghỉ phép của cha mẹ cho các cặp đồng giới sau khi nhận con nuôi                    | (Không có sự nghỉ phép của cha mẹ sau khi nhận con nuôi, nhưng có thể được các thẩm phán và thỏa thuận thương lượng tập thể) |
| Nghỉ phép của cha mẹ cho các cặp đồng tính nữ sau khi sinh                          | (90 ngày cho mẹ và 2 ngày cho đối tác, thỏa thuận thương lượng tập thể có thể cho nhiều ngày hơn)                            |
| Truy cập IVF cho đồng tính nữ                                                       | (Từ năm 2013) |
| Liệu pháp chuyển đổi bị cấm                                                         | (Từ năm 2010) |
| Mang thai hộ thương mại cho các cặp đồng tính nam                                   | (Không quy định) |
| NQHN được phép hiến máu                                                             | (Từ năm 2015) |